# San Isidro Buensuceso
San Isidro Buensuceso är en ort i Mexiko.   Den ligger i kommunen San Pablo del Monte och delstaten Tlaxcala, i den sydöstra delen av landet, 110 km öster om huvudstaden Mexico City. San Isidro Buensuceso ligger 2 612 meter över havet och antalet invånare är 7 688.
Terrängen runt San Isidro Buensuceso är huvudsakligen kuperad, men åt nordost är den bergig. Runt San Isidro Buensuceso är det mycket tätbefolkat, med 2 181 invånare per kvadratkilometer. Närmaste större samhälle är Puebla de Zaragoza, 16,6 km sydväst om San Isidro Buensuceso. I omgivningarna runt San Isidro Buensuceso växer huvudsakligen savannskog.